# Lepidium howei-insulae
Lepidium howei-insulae är en korsblommig växtart som beskrevs av Albert Thellung. Lepidium howei-insulae ingår i släktet krassingar, och familjen korsblommiga växter. Inga underarter finns listade i Catalogue of Life.